# Bez znieczulenia
Bez znieczulenia – polski film psychologiczny z 1978 roku w reżyserii Andrzeja Wajdy, nakręcony według scenariusza napisanego razem z Agnieszką Holland. Film ukazuje losy cenionego dziennikarza (Zbigniew Zapasiewicz), który z dnia na dzień traci posadę na uniwersytecie, uprzywilejowaną pozycję w redakcji oraz miłość żony (Ewa Dałkowska). Bez znieczulenia zdobył Złote Lwy na Festiwalu Polskich Filmów Fabularnych i Nagrodę Jury Ekumenicznego na Międzynarodowym Festiwalu Filmowym w Cannes.

## Fabuła
Film rozpoczyna się emisją programu telewizyjnego Trzech na jednego, którego bohaterem jest korespondent zagraniczny Jerzy Michałowski. Ten przylatuje na lotnisko z kolejnego wyjazdu, witany przez żonę Ewę i córkę Gapcię. W samochodzie przed domem Ewa oświadcza Jerzemu, że rozstaje się z nim, po czym odjeżdża. Jerzy nie rozumie tej decyzji i próbuje się skontaktować z Ewą przez jej przyjaciółkę, dentystkę Wandę.
Okazuje się, że wystąpienie telewizyjne Jerzego zostało poddane sporej krytyce. W trakcie posiedzenia redakcyjnego jury nagrody za najlepszą książkę roku Michałowski próbuje poprzeć książkę autora, który ostatecznie przegrywa rywalizację. Przeciwnikiem Jerzego staje się młody dziennikarz Jacek Rościszewski, przyjaciel Ewy. Jerzy odkrywa, że żona go zdradza, po czym wdaje się w bójkę z napotkanym na swej drodze Jackiem. Wkrótce wykłady Jerzego na uniwersytecie zostają nagle odwołane. Studenci przychodzą do domu Michałowskiego, prosząc o wyjaśnienie sytuacji. Rozmowy przeciągają się do nocy. Studenci rozchodzą się nad ranem, ale jedna ze studentek, Agata, pozostaje dłużej w mieszkaniu Michałowskiego. Agatę napotyka rano gosposia Michałowskich, która przyprowadza Gapcię w tajemnicy przed Ewą.
Okazją do próby pogodzenia się z Ewą dla Jerzego jest przyjazd jego starszej córki, studiującej za granicą, Oleńki. Rodzice odbywają wspólnie spacer, na którym odgrywają scenę pogodzenia się. Jednakże gdy Oleńka odjeżdża, małżonkowie ponownie wchodzą w konflikt. Michałowski otrzymuje niebawem wiadomość o odwołaniu cennego dlań wyjazdu zagranicznego. Jerzy próbuje się poradzić przyjaciela Brońskiego, ale okazuje się, że ten został odwołany z piastowanego stanowiska i odesłany do placówki zagranicznej. Mimo wspólnej kolacji Jerzy wciąż nie może znaleźć porozumienia z Ewą, a ta składa pozew rozwodowy przeciwko niemu. Jerzy konsekwentnie odmawia zgody na rozwód, a strona przeciwna wytacza mu zmyślone argumenty. Poirytowany przebiegiem procesu Michałowski opuszcza salę sądową. Ewa, powodowana poczuciem winy, próbuje go bezskutecznie zatrzymać.
Ewa dociera do płonącego domu Jerzego, dostrzegając zmasakrowane zwłoki małżonka. Zrozpaczona Agata opowiada Ewie, że przyczyną tragedii był wybuch piecyka gazowego.

## Obsada
- Zbigniew Zapasiewicz – Jerzy Michałowski
- Ewa Dałkowska – Ewa Michałowska
- Emilia Krakowska – Wanda
- Krystyna Janda – Agata, studentka Jerzego
- Jerzy Stuhr – Jerzy Porębowicz, adwokat Ewy Michałowskiej
- Roman Wilhelmi – Broński
- Kazimierz Kaczor – redaktor naczelny
- Danuta Balicka – sędzia
- Andrzej Seweryn – Jacek Rościszewski
- Iga Mayr – Anna Łukasik, matka Ewy
- Izabella Olejnik – studentka
- Jacek Kałucki – student Michałowskiego
- Jolanta Kozak-Sutowicz – pani Stenia, pomoc dentystyczna
- Magda Teresa Wójcik – Joanna Cichoń, adwokat Jerzego
- Ryszard Łabędź – student
- Stefania Iwińska – Józefa, gosposia Michałowskich
- Zbigniew Grusznic – student Michałowskiego
- Jerzy Radziwiłowicz – student Michałowskiego
- Zygmunt Kęstowicz – sekretarz redakcji
- Wanda Stanisławska-Lothe – członek redakcji
- Tomasz Stockinger
- Marlena Miarczyńska

## Produkcja

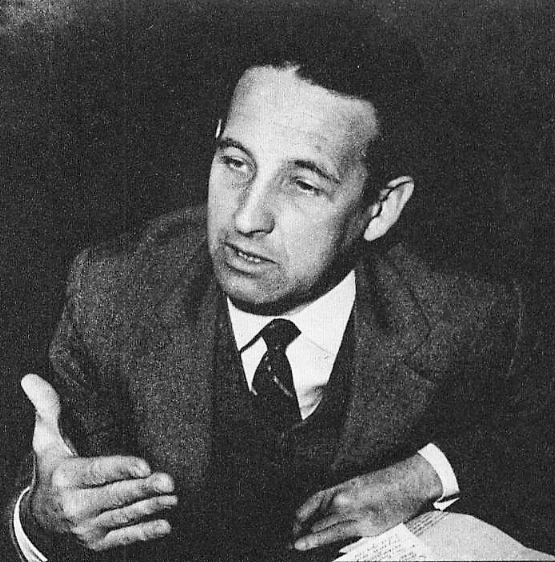
Andrzej Wajda w 1978

Po sukcesie Człowieka z marmuru Andrzej Wajda, zainspirowany osobistą rozmową z Danielem Olbrychskim, zaproponował Agnieszce Holland napisanie scenariusza filmu o mężczyźnie zranionym. Holland początkowo była niezbyt przychylnie nastawiona do projektu, gdyż zamierzała napisać scenariusz dotykający bezpośrednio motywów politycznych. Dopiero w trakcie rozmów Wajda i Holland ustalili podstawową ideę planowanego filmu: „pokazać zwykły proces rozwodowy jako polityczny, stalinowski, sfingowany proces” (Holland). Scenarzystce Aktorów prowincjonalnych ów pomysł bardzo się spodobał, toteż przystąpiła do przygotowania pierwszej wersji scenariusza. Jako inspiracja posłużył jej życiorys Ryszarda Kapuścińskiego, jednak Holland wplotła w postać reportera wątki związane z jej ojcem Henrykiem Hollandem, działaczem komunistycznym uśmierconym w niewyjaśnionych okolicznościach. Realizacji scenariusza – tak jak całej działalności Zespołu Filmowego „X” – ostro przeciwstawiał się szef kinematografii w ministerstwie kultury i sztuki, pełniący wówczas funkcję tymczasowego kierownika całego resortu Janusz Wilhelmi, jednak jego śmierć w marcu 1978 w katastrofie lotniczej zmieniła sytuację Zespołu. Następca Wilhelmiego w fotelu szefa kinematografii, Zbigniew Sołuba, udzielił zgody na rozpoczęcie prac nad filmem.
Główną rolę Jerzego otrzymał Zbigniew Zapasiewicz, natomiast drugoplanowa rola Agaty przypadła Krystynie Jandzie, której kreacja Agnieszki w Człowieku z marmuru bardzo podobała się Wajdzie. Jednakże Janda odczuwała dezorientację z powodu chaotycznego scenariusza: „W ogóle nie wiedziałam, o czym tak naprawdę jest ten film”. Ewa Dałkowska, grająca przedtem w Sprawie Gorgonowej Janusza Majewskiego, została obsadzona w roli Ewy. Dałkowska nie była zadowolona z metody pracy Wajdy. Dałkowska opisywała scenariusz Holland jako „nie do zniesienia”, w którym było „coś fałszywego”. Podobnego zdania miał być sam Wajda, który zdecydował, że tekst będzie powstawał na planie. Stres odczuwała również Emilia Krakowska grająca Wandę, która starannie przygotowywała się do roli: „Robimy ujęcie i widzę, że Andrzej jest niezadowolony – że za wolne to wszystko”. Reżyser miał również pretensje do zakończenia stworzonego przez Holland i próbował przeforsować happy end, w którym Ewa rzuca się w objęcia Jerzego. Zapasiewicz potraktował takie zakończenie jako absurdalne, tłumacząc Wajdzie: „Ja nie mogę się zatrzymać i objąć jej po tym, co ona mi zrobiła na sali sądowej. Po prostu nie mogę”.
Bez znieczulenia był kręcony w Warszawie. Jego premiera odbyła się w Gdańsku podczas 4. Festiwalu Polskich Filmów Fabularnych. Jury festiwalowe było obsadzone przez działaczy partyjnych pod przewodnictwem Ernesta Brylla, ale po długich konsultacjach zdecydowano, że film Wajdy i Holland zostanie nagrodzony ex aequo z Pasją Stanisława Różewicza.

## Odbiór
Bez znieczulenia został dobrze przyjęty zarówno w prasie polskiej, jak i zagranicznej. Janina Falkowska relacjonowała, iż „polscy krytycy chwalili Agnieszkę Holland jako scenarzystkę”, a „gra aktorska również była doceniana za ukazanie w dobitny i poruszający sposób problemów politycznej ingerencji, ludzkiej słabości oraz moralnej siły w obliczu złego losu, zazdrości, miłości oraz końca miłości”. Jednakże część krytyków (np. Zygmunt Kałużyński, Zbigniew Kłaczyński oraz Janusz Zatorski) odniosła się w negatywny sposób do filmu, wytykając Wajdzie oraz Holland ahistoryczność filmowych wydarzeń, niejasność motywacji, jaką kieruje się postać Jerzego oraz małe prawdopodobieństwo, iż osiągnąłby on status cenionego dziennikarza bez jakichkolwiek koneksji. Bez znieczulenia bronił natomiast Krzysztof Teodor Toeplitz, uznając film za „dramat z elementami satyry oraz czarnego humoru”, który jest głęboko zakorzeniony w czasach współczesnych oraz codziennym życiu.

## Nagrody i wyróżnienia
| Rok  | Organizator                                                | Nagroda                                              | Odbiorca      |
| ---- | ---------------------------------------------------------- | ---------------------------------------------------- | ------------- |
| 1978 | Festiwal Polskich FIlmów Fabularnych                       | Złote Lwy                                            | Andrzej Wajda |
| 1978 | Dyskusyjny Klub Filmowy w Świebodzinie                     | Samowar                                              | Andrzej Wajda |
| 1979 | Klub Krytyki Filmowej Stowarzyszenia Dziennikarzy Polskich | Syrenka Warszawska dla najlepszego filmu fabularnego | Andrzej Wajda |
| 1979 | Międzynarodowy Festiwal Filmowy w Cannes                   | Nagroda Jury Ekumenicznego                           | Andrzej Wajda |